# Braquicefalia
A braquicefalia ou braquiocefalia é uma condição de um crânio largo em relação a seu comprimento.
Patologicamente, a braquicefalia ou braquiocefalia ocorre quando a sutura coronal se funde prematuramente, causando um encurtamento longitudinal (eixo occipito-frontal) do diâmetro do crânio. A sutura coronal é uma junta fibrosa que une o osso frontal com os dois ossos parietais do crânio. Os ossos parietais formam as partes superior e laterais do crânio. Uma de suas variantes é a denominada Braquicefalia ou Braquiocefalia Posicional do lactante, deformação cranial que provoca um aplanamento uniforme na zona posterior do crânio descrevendo uma cabeça larga e lateralmente curta. Esta deformação costuma ser produto de uma postura prolongada numa só posição.[carece de fontes?]
A braquicefalia também é usado para descrever no fenótipo humano crânios com um índice cefálico de 80 ou mais, em contraste, por exemplo, com a dolicocefalia.
A braquicefalia também descreve um tipo de desenvolvimento normal do crânio com um índice cefálico alta em animais domésticos, como em raças de cachorro pugs e bulldogs ou  em gatos, como o persa ou o himalaia. Os animais braquicefálicos, conhecidos pelo seu focinho achatado, apresentam uma forma achatada no seu crânio como resultado da selecção artificial para estas características. No entanto, a braquicefalia poderá resultar em propensão para problemas de saúde devido às diferenças de desenvolvimento de tecidos ósseos e tecidos moles como: irritação das pregas de pele, protusão dos olhos e problemas respiratórios (ex. alongamento do palato mole, hipoplasia da traqueia).